# Servië en Montenegro op het Eurovisiesongfestival 2005
Servië en Montenegro nam deel aan het Eurovisiesongfestival 2005 in Kiev, Oekraïne. Het was de tweede en laatste deelname van het land aan het Eurovisiesongfestival. RTCG en RTS waren verantwoordelijk voor de bijdrage van Servië en Montenegro voor de editie van 2005.

## Selectieprocedure
Voorafgaand aan de nationale finale Evropesma werden twee voorrondes georganiseerd: Beovizija in Servië en Montevizija in Montenegro. Uit de Servische voorronde stootten dertien acts door, uit Montenegro mochten tien artiesten deelnemen aan de overkoepelende eindstrijd. De Montenegrijnse groep No Name was de controversiële winnaar van Evropesma 2005. De Servische Jelena Tomašević werd voor de show gezien als de grote favoriete, maar tijdens de nationale finale kreeg ze geen enkel punt van de Montenegrijnse vakjury, terwijl de Servische juryleden wel punten over hadden voor No Name, de Montenegrijnse favoriet. Hierdoor ging No Name met de winst aan de haal en werd Tomašević tweede. Een jaar eerder vond een soortgelijk incident plaats. Toen waren het de Servische juryleden die geen punten gaven aan de Montenegrijnse acts.
De EBU besloot een onderzoek in te stellen naar aanleiding van het stemgedrag tijdens Evropesma. No Name mocht Servië en Montenegro uiteindelijk toch gewoon vertegenwoordigen op het Eurovisiesongfestival.

## Evropjesma 2005
15 maart 2005
| Plaats | Artiest            | Lied                    | Punten |
| ------ | ------------------ | ----------------------- | ------ |
| 1      | No Name            | Zauvijek moja           | 84     |
| 2      | Jelena Tomašević   | Jutro                   | 54     |
| 3      | Ogi                | Hajde cico              | 51     |
| 4      | Stevan Faddy       | Utjeha                  | 50     |
| 5      | Andrea Demirović   | Šta će mi dani          | 42     |
| 6      | Andrijana Božović  | Sve ti boje dobro stoje | 35     |
| 6      | Marko Vukčević     | Govor tijela            | 35     |
| 8      | Maja Mitrović      | Nama treba ljubav       | 30     |
| 9      | Bojan Marović      | Svejedno                | 29     |
| 10     | Ana Cvetković      | Nevidljiva              | 25     |
| 11     | Marija Božović     | Pronađi put             | 23     |
| 12     | Dušan Zrnić        | Nebo                    | 15     |
| 13     | Ivana Popović      | U oku tvom              | 12     |
| 14     | Teodora Bojović    | Ti si kriv              | 9      |
| 15     | Džej & Maja        | Pobedila si ljubav      | 7      |
| 16     | Svetlana Raičković | Praznina                | 6      |
| 16     | Koktel Bend        | Minđuša                 | 6      |
| 18     | Marija Šerifović   | Ponuda                  | 5      |
| 19     | Biljana Mitrović   | Kad ljubav umire        | 2      |
| 19     | Bolje da te nemam  | Lu lu                   | 2      |
| 21     | Tatjana Đorđević   | Ko je kriv              | 0      |
| 21     | Viktorija          | Kaži, sestro            | 0      |
| 21     | Nataša Kojić-Taša  | Dobre devojke           | 0      |

## In Kiev
In Kiev mocht Servië en Montenegro rechtstreeks aantreden in de finale, aangezien Željko Joksimović een jaar eerder tweede was geworden op het Eurovisiesongfestival. No Name was als twaalfde van 24 acts aan de beurt, na die van Israël en voor die van Denemarken. Aan het einde van de puntentelling stond Servië en Montenegro op de zevende plek, met 137 punten. Kroatië, Oostenrijk en Zwitserland hadden het maximale aantal van twaalf punten over voor Servië en Montenegro.
De tweede deelname van Servië en Montenegro aan het Eurovisiesongfestival was eveneens de laatste. Het was de bedoeling dat het land in 2006 terug zou keren, maar men trok zich terug na onenigheid bij de nationale voorronde Evropesma, waar de Montenegrijnse juryleden opnieuw geen punten gaven aan de Servische favorieten. Sinds 2007 doen Montenegro en Servië onafhankelijk van elkaar mee aan het Eurovisiesongfestival.

### Gekregen punten

#### Finale
| 12 punten                            | 10 punten                                                     | 8 punten                             | 7 punten    | 6 punten                                                          |
| ------------------------------------ | ------------------------------------------------------------- | ------------------------------------ | ----------- | ----------------------------------------------------------------- |
| - Kroatië - Oostenrijk - Zwitserland | - Bosnië en Herzegovina - Cyprus - Noord-Macedonië - Slovenië |                                      |             | - Albanië - Frankrijk - Griekenland - Monaco - Roemenië - Rusland |
| 5 punten                             | 4 punten                                                      | 3 punten                             | 2 punten    | 1 punt                                                            |
|                                      | - Bulgarije - Nederland - Zweden                              | - Duitsland - Oekraïne - Wit-Rusland | - Hongarije | - Letland - Moldavië                                              |

### Punten gegeven door Servië en Montenegro
Punten gegeven in de halve finale:
| 12 punten | Kroatië         |
| 10 punten | Noord-Macedonië |
| 8 punten  | Hongarije       |
| 7 punten  | Slovenië        |
| 6 punten  | Moldavië        |
| 5 punten  | Roemenië        |
| 4 punten  | Noorwegen       |
| 3 punten  | Israël          |
| 2 punten  | Zwitserland     |
| 1 punt    | Bulgarije       |

Punten gegeven in de finale:
| 12 punten | Griekenland           |
| 10 punten | Kroatië               |
| 8 punten  | Albanië               |
| 7 punten  | Noord-Macedonië       |
| 6 punten  | Hongarije             |
| 5 punten  | Moldavië              |
| 4 punten  | Bosnië en Herzegovina |
| 3 punten  | Roemenië              |
| 2 punten  | Noorwegen             |
| 1 punt    | Cyprus                |